# ArkOS
 (novembre 2020).
arkOS était une distribution Linux basée sur Arch Linux et est composée de logiciels libres.
arkOS visait automatisation de l'installation d'un serveur personnel, initialement sur le Raspberry Pi. arkOS avait pour but de permettre l'hébergement sur sa machine et chez soi de son courrier électronique, son site web, sa messagerie instantanée, son agrégateur de nouvelles (flux RSS), son partage de fichiers, sa seedbox et bien d'autres…

## Historique
Le développement d'arkOS commença en février 2013. Une campagne de don fut lancée en novembre 2013, pour permettre à Jacob Cook, initiateur du projet, de travailler à plein temps sur le développement de la distribution pendant l'année 2014. Elle permit de récolter 53 000 $[source insuffisante], soit 18 % de plus que le budget initialement sollicité.
Le 21 avril 2017, Jacob Cook, annonce l'arrêt du développement d'arkOS sur le blog du projet. Le motif évoqué est le manque de ressources et de développeurs actifs pour maintenir le projet viable.
Le code source d'arkOS reste disponible sur GitHub.